# Géza Morcsányi
Géza Morcsányi (ur. 28 sierpnia 1952 w Budapeszcie, zm. 4 stycznia 2023 tamże) – węgierski aktor teatralny i filmowy, dramaturg, tłumacz. Jego debiutancką rolą filmową była rola Endre w dramacie Dusza i ciało z 2017 roku, węgierskim filmie nominowanym dla najlepszego filmu nieanglojęzycznego na 90. ceremonii rozdania Oscarów. W 2005 roku otrzymał Order Zasługi Republiki Węgierskiej.

## Biografia
Morcsányi urodził się 28 sierpnia 1952 roku w Budapeszcie na Węgrzech. Rozpoczął karierę w telewizyjnym dramacie Kaméliás hölgy z 1986 roku. Jako scenarzysta pracował przy dwóch filmach, Paszport z 2001 roku i komediodramacie Węgierska piękność z 2003 roku.
Morcsányi był dyrektorem wydawnictwa Magvető w latach 1995-2005.
Géza Morcsányi zmarł 4 stycznia 2023 roku w Budapeszcie wieku 70 lat.